# 심이기
심이기(審食其, ? ~ 기원전 177년)는 전한 초기의 관료로, 패군 사람이다. 개국공신 서열 59위로 벽양후(辟陽侯)에 봉해졌다.

## 생애

### 개국공신
유방이 패공(沛公)이 되었을 때, 유방의 형 유희와 함께 유방의 아버지 유태공(劉太公)을 보좌하였다.
고제 2년(기원전 205), 한왕(漢王) 유방은 초나라의 항우에게 패하여 처자를 이끌고 달아났다. 유방의 아내 여치와 유태공은 항우의 포로가 되었으나, 심이기는 이를 뒤따라 보살폈다. 그 후 여치 등은 한왕의 곁으로 돌아갔고, 심이기 또한 이를 따랐다.
고제 6년(기원전 201), 개국공신으로써 벽양후에 봉해졌다.

### 조씨의 죽음
고제 8년(기원전 199년), 조왕 장오의 신하 관고 등이 고제를 암살하려다가 실패하였다. 이때 장오의 옛 측실이자 고제의 총애를 받은 조(趙)씨도 연좌되어 옥에 갇혔는데, 조씨의 아우 조겸(趙兼)은 심이기를 통하여 여후에게 조씨의 목숨을 구걸하였다. 그러나 여후는 질투심에 들어주지 않았고, 심이기 또한 애써 부탁하지 않았다. 결국 조씨는 회남왕을 낳았고, 원한에 사무쳐 스스로 목숨을 끊었다.

### 조정에서의 행적
고제 12년(기원전 195년), 연왕
노관이 반란을 꾀하고 있다는 소식이 들렸다. 고제는 심이기와 어사대부 조요로 하여금 노관을 맞이하게 하였는데, 이를 의심한 노관은 병을 핑계로 나아가지 않았다.
같은 해에 고조가 붕어하였다. 여후는 황태자의 나이가 어림을 걱정하여, 심이기와 모의하고 고제의 죽음을 공표하지 않았다. 그러나 이 소식을 들은 역상은 심이기를 설득하였고, 결국 여후는 고제의 죽음을 공표하였다.
혜제 7년(기원전 188년), 심이기는 전객이 되었고, 이듬해에 태부로 전직된 왕릉을 대신해 우승상으로 승진하였다. 승상의 자리에 있으면서도 낭중령처럼 궁궐 안을 감시하였고, 모든 관료는 심이기를 통하여 결재를 받았다.
한때 모함을 받아 혜제에게 수감되고 주살될 위기에 놓였다. 비록 여후의 총애를 받는 몸이었으나 대신들을 워낙 많이 해쳤기에 아무도 도와주려는 사람이 없었는데, 친분을 맺은 변사 주건의 도움으로 겨우 목숨을 건질 수 있었다.
여후가 죽고 문제가 즉위하자, 우승상에서 면직되었다. 여후가 죽은 후 여씨 일족이 주멸되었는데, 심이기는 여후의 총애를 받았었음에도 목숨을 부지할 수 있었다. 이는 육고와 빈객 주건이 힘써준 덕분이었다.

### 죽음
문제 3년(기원전 177년), 회남왕이 입조하였다. 평소 심이기를 어머니의 원수로 여겨 원망하던 회남왕은 심이기를 찾아가 만나기를 청하였다. 심이기는 뵈러 나왔다가 회남왕이 휘두른 철추에 맞았고, 회남왕의 종자 위경(魏敬)에게 목을 베였다. 시호를 유라 하였고, 작위는 아들 심평이 이었다.

## 가계
심이기가 죽은 후, 아들 심평(審平)이 작위를 이었으나 경제 2년(기원전 155)에 모반이 발각되어 스스로 목숨을 끊었다.
심이기의 손자 심경(審卿)은 공손홍(公孫弘)과 친분이 있었다.
원강 4년(기원전 62), 심이기의 증손 심비(審非)가 조서를 받들어 가문을 다시 일으켰다.